# Hildegard Falck
Hildegard Falcková (* 8. června 1949 Bad Münder am Deister) je bývalá německá atletka, běžkyně na střední tratě, olympijská vítězka v běhu na 800 metrů z roku 1972.

## Závodní kariéra
Do světové špičky se dostala v roce 1971. V tomto roce se nejdříve stala halovou mistryní Evropy v běhu na 800 metrů a také vytvořila světový rekord na této trati časem 1:58,45. Na evropském šampionátu pod širým nebem v Helsinkách byla členkou stříbrné štafety SRN na 4 × 400 metrů. V následující sezóně zvítězila v olympijském finále běhu na 800 metrů a byla členkou západoněmecké štafety na 4 × 400 metrů, která vybojovala bronzovou medaili.